# Tarmo Kink
Tarmo Kink (Tallinn, 6 ottobre 1985) è un allenatore di calcio, calciatore e dirigente sportivo estone, di ruolo attaccante.

## Carriera

### Club

#### Gli inizi
Nel 2001, iniziò la sua carriera con il Real Tallinn, segnando 46 gol in 15 partite, per poi passare in prestito all'FC Viimsi, giocando 6 partite e segnando 31 gol in totale, 9 in una sola partita contro il JK Sillamäe Kalev. Nella stagione 2002 passò, sempre in prestito, al Trans Narva, dove accumulò 24 presenze, per lo più entrando a partita in corso. Nel 2003 tornò al Real Tallinn. All'età di 17 anni, dopo due stagioni nel Real, si trasferì all'estero.

#### Spartak Mosca
Nel 2003 firmò un contratto di cinque anni con lo Spartak Mosca, esordendo il 23 agosto nella sconfitta 2-0 contro l'FC Rubin Kazan. Nei tre anni in Russia collezionò solo 2 presenze, giocando per lo più con la squadra riserve dello Spartak. Riuscì tuttavia ad esordire in Coppa UEFA.

#### FC Levadia Tallinn
Nell'estate del 2006 tornò in Estonia, firmando un contratto di due anni con il Levadia Tallinn. Il 9 luglio giocò la sua prima partita in Meistriliiga contro l'Flora Tallinn. Segnò il suo primo gol il 23 luglio, nella vittoria per 3-1 contro l'FC TVMK Tallinn.

#### Győri ETO FC
Nel gennaio 2009 firmò un contratto con il club ungherese Győri ETO FC. Nella sua prima stagione mise a segno 3 gol in 12 partite, mentre l'anno successivo fu il capocannoniere della squadra con 12 reti. Nel primo turno preliminare della Europa League segnò due gol contro gli slovacchi del Nitra che si imposero 5-3 nella doppia sfida.

#### Middlesbrough
Nell'estate 2010 passò in Inghilterra, firmando un contratto di tre anni con il Middlesbrough. Fece il suo debutto il 7 agosto sostituendo Justin Hoyte al 60' nella sconfitta 1-3 a Ipswich Town. Segnò il suo primo gol il 14 settembre contro il Burnley, dopo essere entrato dalla panchina al 75'. Anche in questa esperienza Kink passò più tempo tra panchina e tribuna e nel febbraio 2012 rescisse il contratto.

#### Karpaty Lviv
Svincolatosi dal Middlesbrough firma un contratto con la squadra ucraina del Karpaty Lviv, rescisso tuttavia ad aprile.

#### Varese
Nel luglio 2012, ancora svincolato, viene convocato dal Varese, squadra della serie B italiana, per il ritiro e successivamente ingaggiato.
Nel gennaio del 2013 viene ceduto in prestito al Győri ETO, sua ex squadra, fino al gennaio del 2014. Al termine di questo periodo, il contratto con la squadra italiana viene rescisso.

## Statistiche

### Cronologia presenze e reti in nazionale
| Cronologia completa delle presenze e delle reti in nazionale ― Estonia | Cronologia completa delle presenze e delle reti in nazionale ― Estonia | Cronologia completa delle presenze e delle reti in nazionale ― Estonia | Cronologia completa delle presenze e delle reti in nazionale ― Estonia | Cronologia completa delle presenze e delle reti in nazionale ― Estonia | Cronologia completa delle presenze e delle reti in nazionale ― Estonia | Cronologia completa delle presenze e delle reti in nazionale ― Estonia | Cronologia completa delle presenze e delle reti in nazionale ― Estonia |
| Data                                                                   | Città                                                                  | In casa                                                                | Risultato                                                              | Ospiti                                                                 | Competizione                                                           | Reti                                                                   | Note                                                                   |
| ---------------------------------------------------------------------- | ---------------------------------------------------------------------- | ---------------------------------------------------------------------- | ---------------------------------------------------------------------- | ---------------------------------------------------------------------- | ---------------------------------------------------------------------- | ---------------------------------------------------------------------- | ---------------------------------------------------------------------- |
| 31-3-2004                                                              | Tallinn                                                                | Estonia                                                                | 0 – 1                                                                  | Irlanda del Nord                                                       | Amichevole                                                             | -                                                                      | 75’                                                                    |
| 28-4-2004                                                              | Tallinn                                                                | Estonia                                                                | 1 – 1                                                                  | Albania                                                                | Amichevole                                                             | -                                                                      | 81’                                                                    |
| 27-5-2004                                                              | Tallinn                                                                | Estonia                                                                | 0 – 1                                                                  | Scozia                                                                 | Amichevole                                                             | -                                                                      | 75’                                                                    |
| 6-6-2004                                                               | Brno                                                                   | Rep. Ceca                                                              | 2 – 0                                                                  | Estonia                                                                | Amichevole                                                             | -                                                                      | 87’                                                                    |
| 11-6-2004                                                              | Tallinn                                                                | Estonia                                                                | 2 – 4                                                                  | Macedonia                                                              | Amichevole                                                             | -                                                                      | 50’                                                                    |
| 24-3-2007                                                              | Tallinn                                                                | Estonia                                                                | 0 – 2                                                                  | Russia                                                                 | Qual. Euro 2008                                                        | -                                                                      | 69’                                                                    |
| 28-3-2007                                                              | Gerusalemme                                                            | Israele                                                                | 4 – 0                                                                  | Estonia                                                                | Qual. Euro 2008                                                        | -                                                                      | 39’                                                                    |
| 2-6-2007                                                               | Tallinn                                                                | Estonia                                                                | 0 – 1                                                                  | Croazia                                                                | Qual. Euro 2008                                                        | -                                                                      | 78’                                                                    |
| 6-6-2007                                                               | Tallinn                                                                | Estonia                                                                | 0 – 3                                                                  | Inghilterra                                                            | Qual. Euro 2008                                                        | -                                                                      | 65’                                                                    |
| 22-8-2007                                                              | Tallinn                                                                | Estonia                                                                | 2 – 1                                                                  | Andorra                                                                | Qual. Euro 2008                                                        | -                                                                      | 46’                                                                    |
| 8-9-2007                                                               | Zagabria                                                               | Croazia                                                                | 2 – 0                                                                  | Estonia                                                                | Qual. Euro 2008                                                        | -                                                                      | 80’                                                                    |
| 12-9-2007                                                              | Skopje                                                                 | Macedonia                                                              | 1 – 1                                                                  | Estonia                                                                | Qual. Euro 2008                                                        | -                                                                      | 79’ 83’                                                                |
| 13-10-2007                                                             | Londra                                                                 | Inghilterra                                                            | 3 – 0                                                                  | Estonia                                                                | Qual. Euro 2008                                                        | -                                                                      | 62’                                                                    |
| 17-10-2007                                                             | Tallinn                                                                | Estonia                                                                | 0 – 1                                                                  | Montenegro                                                             | Amichevole                                                             | -                                                                      | 81’                                                                    |
| 9-11-2007                                                              | Jeddah                                                                 | Arabia Saudita                                                         | 2 – 0                                                                  | Estonia                                                                | Amichevole                                                             | -                                                                      | 57’                                                                    |
| 17-11-2007                                                             | Andorra La Vella                                                       | Andorra                                                                | 0 – 2                                                                  | Estonia                                                                | Qual. Euro 2008                                                        | -                                                                      | 46’                                                                    |
| 21-11-2007                                                             | Tashkent                                                               | Uzbekistan                                                             | 0 – 0                                                                  | Estonia                                                                | Amichevole                                                             | -                                                                      | 75’                                                                    |
| 27-2-2008                                                              | Wronki                                                                 | Polonia                                                                | 2 – 0                                                                  | Estonia                                                                | Amichevole                                                             | -                                                                      | 73’                                                                    |
| 26-3-2008                                                              | Tallinn                                                                | Estonia                                                                | 2 – 0                                                                  | Canada                                                                 | Amichevole                                                             | -                                                                      | 85’                                                                    |
| 27-5-2008                                                              | Tallinn                                                                | Estonia                                                                | 1 – 1                                                                  | Georgia                                                                | Amichevole                                                             | 1                                                                      |                                                                        |
| 30-5-2008                                                              | Riga                                                                   | Lettonia                                                               | 1 – 0                                                                  | Estonia                                                                | Amichevole                                                             | -                                                                      |                                                                        |
| 31-5-2008                                                              | Vilnius                                                                | Lituania                                                               | 1 – 0                                                                  | Estonia                                                                | Amichevole                                                             | -                                                                      | 66’ 90+2’                                                              |
| 4-6-2008                                                               | Tallinn                                                                | Estonia                                                                | 4 – 3                                                                  | Fær Øer                                                                | Amichevole                                                             | 1                                                                      | 61’                                                                    |
| 20-8-2008                                                              | Tallinn                                                                | Estonia                                                                | 2 – 1                                                                  | Malta                                                                  | Amichevole                                                             | -                                                                      | 60’                                                                    |
| 6-9-2008                                                               | Bruxelles                                                              | Belgio                                                                 | 3 – 2                                                                  | Estonia                                                                | Qual. Mondiali 2010                                                    | -                                                                      | 77’                                                                    |
| 11-10-2008                                                             | Tallinn                                                                | Estonia                                                                | 0 – 3                                                                  | Spagna                                                                 | Qual. Mondiali 2010                                                    | -                                                                      | 57’ 59’                                                                |
| 12-11-2008                                                             | Tallinn                                                                | Estonia                                                                | 1 – 1                                                                  | Lettonia                                                               | Amichevole                                                             | 1                                                                      | 87’                                                                    |
| 18-11-2008                                                             | Tallinn                                                                | Estonia                                                                | 1 – 0                                                                  | Moldavia                                                               | Turniir Linnapeade Karikatele                                          | -                                                                      | 90+2’                                                                  |
| 22-11-2008                                                             | Kuressaare                                                             | Estonia                                                                | 1 – 1                                                                  | Lituania                                                               | Turniir Linnapeade Karikatele                                          | -                                                                      | 46’                                                                    |
| 11-2-2009                                                              | Aksu                                                                   | Kazakistan                                                             | 2 – 0                                                                  | Estonia                                                                | Amichevole                                                             | -                                                                      |                                                                        |
| 28-3-2009                                                              | Erevan                                                                 | Armenia                                                                | 2 – 2                                                                  | Estonia                                                                | Qual. Mondiali 2010                                                    | -                                                                      |                                                                        |
| 1-4-2009                                                               | Tallinn                                                                | Estonia                                                                | 1 – 0                                                                  | Armenia                                                                | Qual. Mondiali 2010                                                    | -                                                                      | 69’                                                                    |
| 6-6-2009                                                               | Tallinn                                                                | Estonia                                                                | 3 – 0                                                                  | Guinea Equatoriale                                                     | Amichevole                                                             | -                                                                      |                                                                        |
| 10-6-2009                                                              | Tallinn                                                                | Estonia                                                                | 0 – 0                                                                  | Portogallo                                                             | Amichevole                                                             | -                                                                      | 70’                                                                    |
| 12-8-2009                                                              | Tallinn                                                                | Estonia                                                                | 0 – 1                                                                  | Brasile                                                                | Amichevole                                                             | -                                                                      | 73’                                                                    |
| 5-9-2009                                                               | Istanbul                                                               | Turchia                                                                | 4 – 2                                                                  | Estonia                                                                | Qual. Mondiali 2010                                                    | -                                                                      | 74’                                                                    |
| 9-9-2009                                                               | Valencia                                                               | Spagna                                                                 | 3 – 0                                                                  | Estonia                                                                | Qual. Mondiali 2010                                                    | -                                                                      | 71’                                                                    |
| 10-10-2009                                                             | Tallinn                                                                | Estonia                                                                | 0 – 2                                                                  | Bosnia ed Erzegovina                                                   | Qual. Mondiali 2010                                                    | -                                                                      | 73’                                                                    |
| 14-10-2009                                                             | Tallinn                                                                | Estonia                                                                | 2 – 0                                                                  | Belgio                                                                 | Qual. Mondiali 2010                                                    | -                                                                      | 59’                                                                    |
| 30-12-2009                                                             | Vila Real de Santo António                                             | Angola                                                                 | 0 – 1                                                                  | Estonia                                                                | Amichevole                                                             | -                                                                      | 64’                                                                    |
| 3-3-2010                                                               | Tbilisi                                                                | Georgia                                                                | 2 – 1                                                                  | Estonia                                                                | Amichevole                                                             | -                                                                      | 59’                                                                    |
| 26-5-2010                                                              | Tallinn                                                                | Estonia                                                                | 0 – 0                                                                  | Croazia                                                                | Amichevole                                                             | -                                                                      | 78’                                                                    |
| 11-8-2010                                                              | Tallinn                                                                | Estonia                                                                | 2 – 1                                                                  | Fær Øer                                                                | Qual. Euro 2012                                                        | -                                                                      |                                                                        |
| 3-9-2010                                                               | Tallinn                                                                | Estonia                                                                | 1 – 2                                                                  | Italia                                                                 | Qual. Euro 2012                                                        | -                                                                      | 82’                                                                    |
| 7-9-2010                                                               | Tallinn                                                                | Estonia                                                                | 3 – 3                                                                  | Uzbekistan                                                             | Amichevole                                                             | -                                                                      |                                                                        |
| 8-10-2010                                                              | Belgrado                                                               | Serbia                                                                 | 1 – 3                                                                  | Estonia                                                                | Qual. Euro 2012                                                        | 1                                                                      | 64’                                                                    |
| 12-10-2010                                                             | Tallinn                                                                | Estonia                                                                | 0 – 1                                                                  | Slovenia                                                               | Qual. Euro 2012                                                        | -                                                                      | 59’                                                                    |
| 17-11-2010                                                             | Tallinn                                                                | Estonia                                                                | 1 – 1                                                                  | Liechtenstein                                                          | Amichevole                                                             | -                                                                      | 76’                                                                    |
| 11-2-2009                                                              | Aksu                                                                   | Estonia                                                                | 2 – 2                                                                  | Bulgaria                                                               | Amichevole                                                             | -                                                                      | 39’                                                                    |
| 25-3-2011                                                              | Tallinn                                                                | Estonia                                                                | 2 – 0                                                                  | Uruguay                                                                | Amichevole                                                             | -                                                                      | 63’                                                                    |
| 29-3-2011                                                              | Tallinn                                                                | Estonia                                                                | 1 – 1                                                                  | Serbia                                                                 | Qual. Euro 2012                                                        | -                                                                      | 66’                                                                    |
| 3-6-2011                                                               | Modena                                                                 | Italia                                                                 | 3 – 0                                                                  | Estonia                                                                | Qual. Euro 2012                                                        | -                                                                      | 79’                                                                    |
| 7-6-2011                                                               | Toftir                                                                 | Fær Øer                                                                | 2 – 0                                                                  | Estonia                                                                | Qual. Euro 2012                                                        | -                                                                      |                                                                        |
| 10-8-2011                                                              | Istanbul                                                               | Turchia                                                                | 3 – 0                                                                  | Estonia                                                                | Amichevole                                                             | -                                                                      | 64’                                                                    |
| 6-9-2011                                                               | Tallinn                                                                | Estonia                                                                | 4 – 1                                                                  | Irlanda del Nord                                                       | Qual. Euro 2012                                                        | 1                                                                      | 88’                                                                    |
| 7-10-2011                                                              | Belfast                                                                | Irlanda del Nord                                                       | 1 – 2                                                                  | Estonia                                                                | Qual. Euro 2012                                                        | -                                                                      | 65’                                                                    |
| 11-10-2011                                                             | Tallinn                                                                | Estonia                                                                | 0 – 2                                                                  | Ucraina                                                                | Amichevole                                                             | -                                                                      | 66’                                                                    |
| 11-11-2011                                                             | Tallinn                                                                | Estonia                                                                | 0 – 4                                                                  | Irlanda                                                                | Qual. Euro 2012                                                        | -                                                                      | 67’                                                                    |
| 15-11-2011                                                             | Dublino                                                                | Irlanda                                                                | 1 – 1                                                                  | Estonia                                                                | Qual. Euro 2012                                                        | -                                                                      | 54’                                                                    |
| 29-2-2012                                                              | Los Angeles                                                            | Estonia                                                                | 2 – 0                                                                  | El Salvador                                                            | Amichevole                                                             | -                                                                      | 82’                                                                    |
| 25-5-2012                                                              | Fiume                                                                  | Croazia                                                                | 3 – 1                                                                  | Estonia                                                                | Amichevole                                                             | -                                                                      | 73’                                                                    |
| 28-5-2012                                                              | Kufstein                                                               | Estonia                                                                | 0 – 4                                                                  | Ucraina                                                                | Amichevole                                                             | -                                                                      | 46’                                                                    |
| 1-6-2012                                                               | Tartu                                                                  | Estonia                                                                | 1 – 2                                                                  | Finlandia                                                              | Coppa del Baltico 2012                                                 | -                                                                      | 41’ 46’                                                                |
| 5-6-2012                                                               | Saint-Denis                                                            | Francia                                                                | 4 – 0                                                                  | Estonia                                                                | Amichevole                                                             | -                                                                      | 68’                                                                    |
| 15-8-2012                                                              | Tallinn                                                                | Estonia                                                                | 1 – 0                                                                  | Polonia                                                                | Amichevole                                                             | -                                                                      | 57’                                                                    |
| 7-9-2012                                                               | Tallinn                                                                | Estonia                                                                | 0 – 2                                                                  | Romania                                                                | Qual. Mondiali 2014                                                    | -                                                                      | 76’                                                                    |
| 11-9-2012                                                              | Ankara                                                                 | Turchia                                                                | 3 – 0                                                                  | Estonia                                                                | Qual. Mondiali 2014                                                    | -                                                                      | 77’                                                                    |
| 12-10-2012                                                             | Tallinn                                                                | Estonia                                                                | 0 – 1                                                                  | Ungheria                                                               | Qual. Mondiali 2014                                                    | -                                                                      | 87’                                                                    |
| 16-10-2012                                                             | Andorra la Vella                                                       | Andorra                                                                | 0 – 1                                                                  | Estonia                                                                | Qual. Mondiali 2014                                                    | -                                                                      | 83’                                                                    |
| 14-11-2012                                                             | Abu Dhabi                                                              | Emirati Arabi Uniti                                                    | 2 – 1                                                                  | Estonia                                                                | Amichevole                                                             | -                                                                      | 46’                                                                    |
| 6-2-2013                                                               | Glasgow                                                                | Scozia                                                                 | 1 – 0                                                                  | Estonia                                                                | Amichevole                                                             | -                                                                      | 56’ 58’                                                                |
| 22-3-2013                                                              | Amsterdam                                                              | Paesi Bassi                                                            | 3 – 0                                                                  | Estonia                                                                | Qual. Mondiali 2014                                                    | -                                                                      | 62’                                                                    |
| 26-3-2013                                                              | Tallinn                                                                | Estonia                                                                | 2 – 0                                                                  | Andorra                                                                | Qual. Mondiali 2014                                                    | -                                                                      |                                                                        |
| 7-6-2013                                                               | Tallinn                                                                | Estonia                                                                | 1 – 0                                                                  | Trinidad e Tobago                                                      | Amichevole                                                             | -                                                                      | 82’                                                                    |
| 11-6-2013                                                              | Tallinn                                                                | Estonia                                                                | 1 – 1                                                                  | Kirghizistan                                                           | Amichevole                                                             | -                                                                      | 70’                                                                    |
| 14-8-2013                                                              | Tallinn                                                                | Estonia                                                                | 1 – 1                                                                  | Lettonia                                                               | Amichevole                                                             | -                                                                      | 64’                                                                    |
| 10-9-2013                                                              | Budapest                                                               | Ungheria                                                               | 5 – 1                                                                  | Estonia                                                                | Qual. Mondiali 2014                                                    | 1                                                                      | 74’ 76’                                                                |
| 11-10-2013                                                             | Tallinn                                                                | Estonia                                                                | 0 – 2                                                                  | Turchia                                                                | Qual. Mondiali 2014                                                    | -                                                                      | 66’                                                                    |
| 15-10-2013                                                             | Bucarest                                                               | Romania                                                                | 2 – 0                                                                  | Estonia                                                                | Qual. Mondiali 2014                                                    | -                                                                      |                                                                        |
| 15-11-2013                                                             | Tallinn                                                                | Estonia                                                                | 2 – 1                                                                  | Azerbaigian                                                            | Amichevole                                                             | -                                                                      | 64’                                                                    |
| 19-11-2013                                                             | Vaduz                                                                  | Liechtenstein                                                          | 0 – 3                                                                  | Estonia                                                                | Amichevole                                                             | -                                                                      | 73’                                                                    |
| 5-3-2014                                                               | Gibilterra                                                             | Gibilterra                                                             | 0 – 2                                                                  | Estonia                                                                | Amichevole                                                             | -                                                                      | 65’                                                                    |
| 7-6-2014                                                               | Tallinn                                                                | Estonia                                                                | 2 – 1                                                                  | Tagikistan                                                             | Amichevole                                                             | -                                                                      | 46’                                                                    |
| Totale                                                                 |                                                                        | Presenze                                                               | 83                                                                     |                                                                        | Reti                                                                   | 6                                                                      |                                                                        |

## Palmarès
- Campionato estone: 3

Levadia Tallinn: 2006, 2007, 2008
- Coppa di Scozia: 1

Inverness: 2014-2015